# Чорноморська вулиця (Одеса)
Чорноморська вулиця — вулиця Одеси, в історичній частині міста, неподалік від парку ім. Шевченка. Вулиця бере свій початок від території колишньої Дачі Ланжерона і проходить до Обсерваторного провулку, із перетином із Батарейним пров.

## Історія

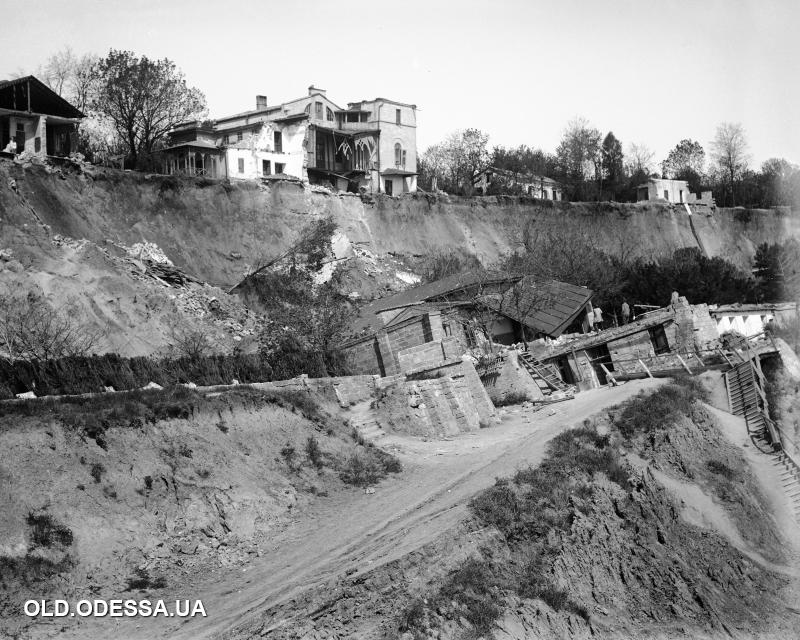
Зсув ґрунту та зруйновані будинки непарного боку (1918 р.)

Забудова вулиці розпочалася від Дачі Ланжерона ще у XIX столітті. Тут зводили свою дачі заможні міщани. Вдова Ланжерона називала цей район французьким словом «Бель-Вью». На початку забудова була з двох боків вулиці, але на початку XX-го століття відбувся масштабний зсув, який зруйнував весь непарний бік вулиці. До 50-х років усі будинки з боку моря сповзли по схилу й були зруйновані й залишилося тільки 7 будинків з парного боку. У 1965 році вулиця Чорноморська була перейменована на вулицю Гефта, на честь радянського героя, Миколи Гефта. Однак вже у 1966 році виникає нова назва вулиці — вулиця Аеронавтів — яка натомість не прижилася. Під назвою вулиця Гефта вона відома з 1978 до 1995 року, коли їй було повернено історичну назву, а на честь Гефта названо сучасну вул. Ганса Германа.
У 2012 році офіційно визнано непарну частину вулиці, на місці колишньої забудови, сквером, із забороною забудови на цій території. Новий сквер отримав назву сквер Паустовського. Тут було встановлено п'ятиметровий хрест Преображення, як символ захисту Чорноморської вулиці, а також знак із написом «Чорноморська вулиця — Морський форпост Одеси».

## Особняк Гавсевича

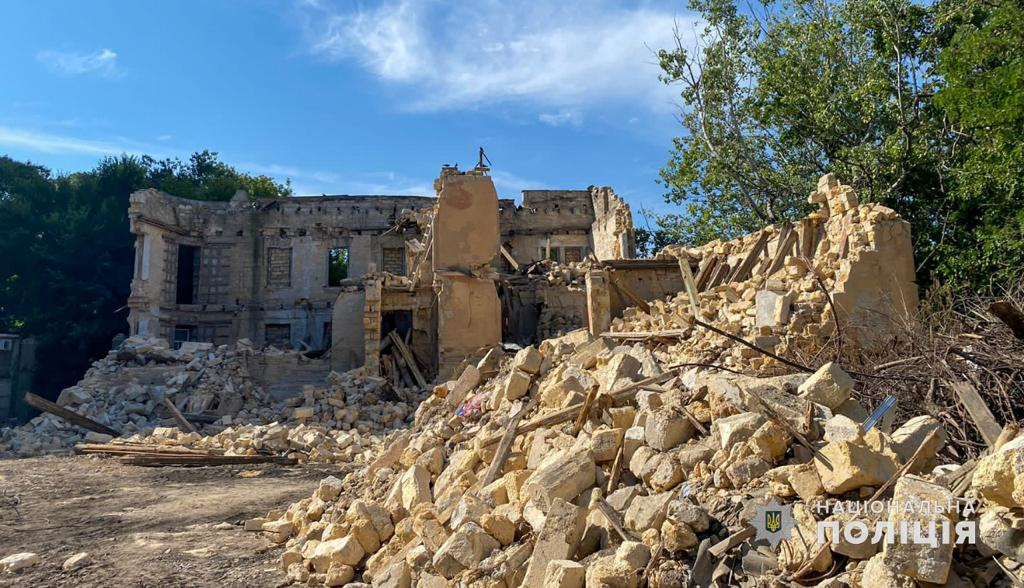
Зруйнований особняк Гавсевича

Єдиним будинком на вулиці із непарною нумерацію є Особняк Гавсевича, вул. Чорноморська 1, де раніше знаходився Пологовий будинок № 6. Будинок фактично знаходиться на території Парку Шевченка. У 2021 році компанія «Універсал дірект» розпочала ремонтні роботу в цій пам'ятці, натомість фактично знищила будівлю, залишивши лише фасад.